# Pehr Lars Sundberg
Pehr Lars Sundberg, född 15 september 1725 i Västra Ryds församling, Östergötlands län, död 14 april 1767 i Vikingstads församling, Östergötlands län, var en svensk präst.

## Biografi
Pehr Lars Sundberg föddes 1725 i Västra Ryds församling. Han var son till kaptenlöjtnanten Samuel Sundberg och Brita Lodin. Sundberg blev 1743 student vid Uppsala universitet och 1749 vid Kungliga akademien i Åbo. Han avlade filosofie magisterexamen 1751 och prästvigdes 8 juli 1753. År 1757 blev han domest. episc. och 1764 kyrkoherde i Vikingstads församling. Han avled 1767 i Vikingstads församling.

## Familj
Sundberg gifte sig 25 september 1765 med Anna Christina Möller (1745–1822). Hon var dotter till domprosten Levin Möller och Cecilia Helena Papke i Linköping. Efter Sundbergs död gifte hon om sig med kyrkoherden P. Ahlborg i Locknevi församling.